# Prizy
Prizy ist eine französische Gemeinde mit 56 Einwohnern (Stand: 1. Januar 2022) im Département Saône-et-Loire in der Region Bourgogne-Franche-Comté (vor 2016 Bourgogne). Sie gehört zum Arrondissement Charolles und zum Kanton Charolles.

## Geographie
Prizy liegt etwa 62 Kilometer südwestlich von Chalon-sur-Saône.
Nachbargemeinden von Prizy sind Saint-Julien-de-Civry im Norden und Westen, Saint-Germain-en-Brionnais im Osten, Amanzé im Süden und Südosten sowie Oyé im Südwesten.

## Bevölkerungsentwicklung
| Jahr                      | 1962 | 1968 | 1975 | 1982 | 1990 | 1999 | 2006 | 2011 | 2016 |
| Einwohner                 | 79   | 82   | 74   | 68   | 62   | 65   | 65   | 66   | 67   |
| Quelle: Cassini und INSEE |      |      |      |      |      |      |      |      |      |

## Sehenswürdigkeiten
- Kirche Saint-André aus dem 19. Jahrhundert

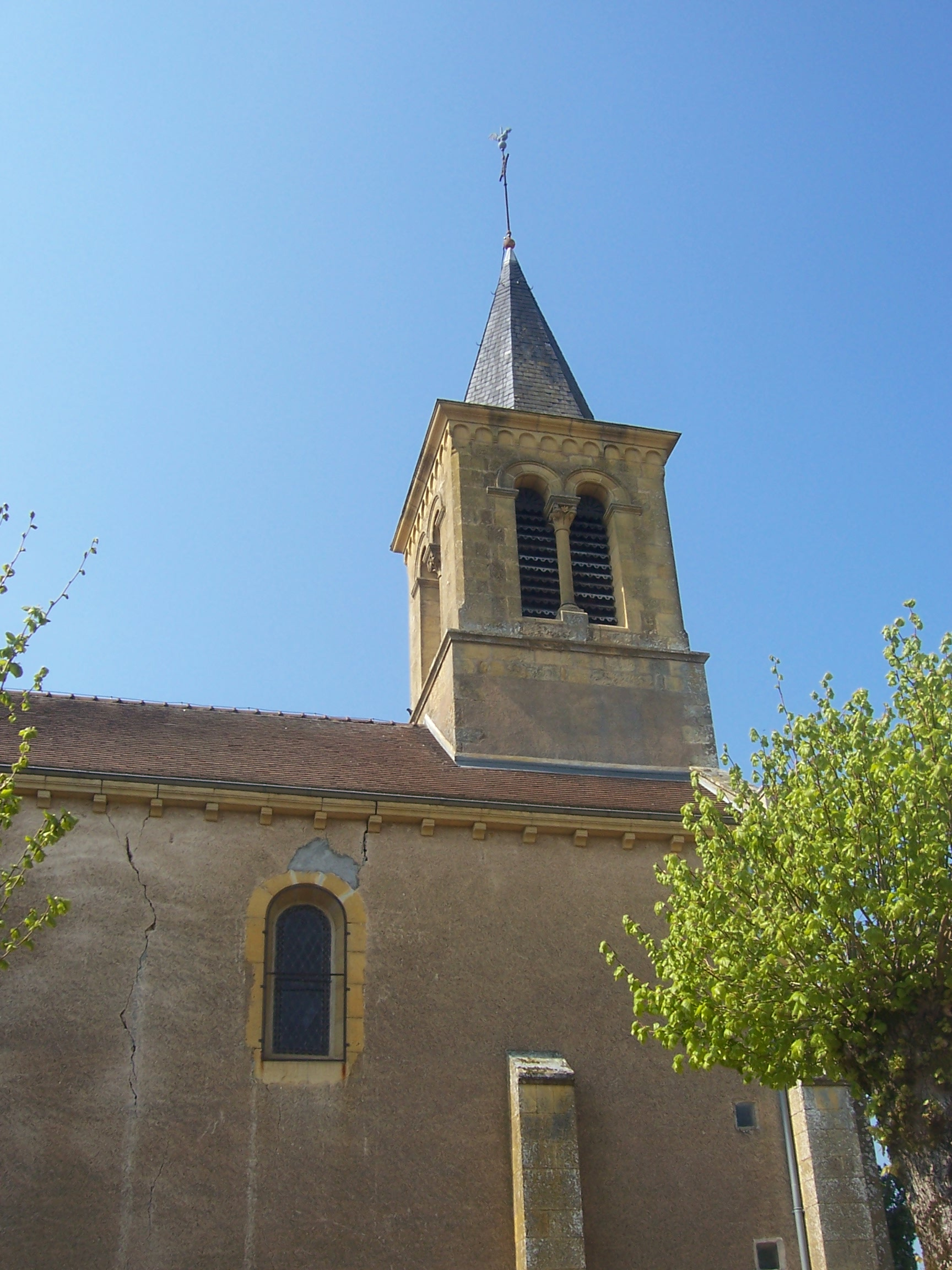
Kirche Saint-André